# Імпульс (форма сигналу)

Дельта-функція Дірака як границя (у сенсі границі за розподілом) послідовності гаусівських функцій розподілу as.

Імпульс — сигнал із різким наростанням інтенсивності й наступним різким поверненням до базової величини.
Інше визначення: короткий сплеск амплітуди на тлі «спокійного» несучого сигналу. Можливо періодично-регулярне повторення таких сплесків (імпульсно-фазова модуляція, гребінка певної частоти в зберігачах-хранителях часу тощо)
Імпульс характеризується тривалістю, значною крутизною фронту наростання й крутизною фронту спадання.
Під час серії імпульсів період часу між імпульсами набагато більший, ніж тривалість самого імпульсу.

## Приклади
Імпульс електричний — короткочасне (до мільярдних часток секунди) збільшення електричного струму або напруги.

## Галерея

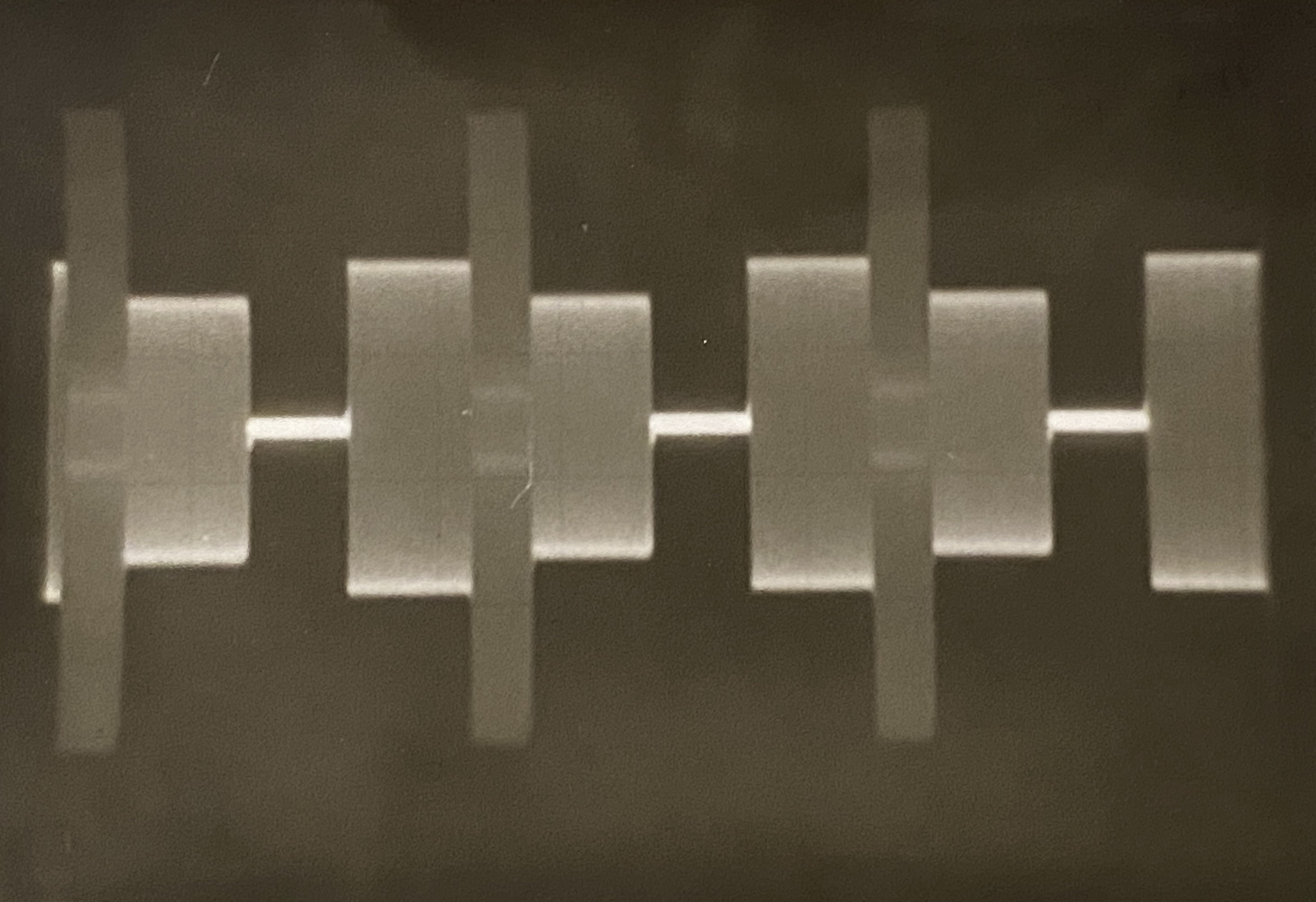
Накладені у часі радіоімпульси прямокутної форми
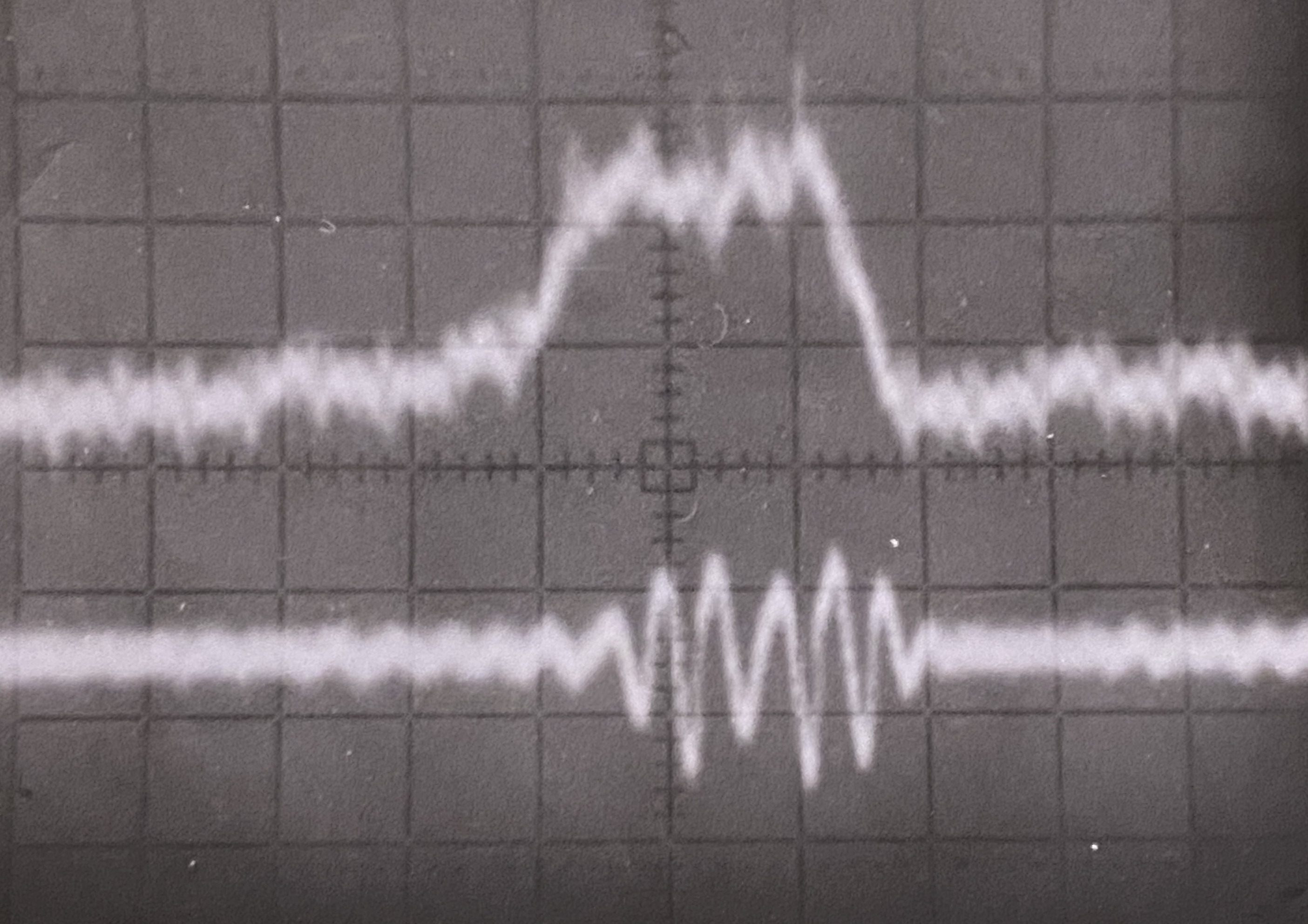
Пара радіоімпульсів та їх обвідна після амплітудного детектора